# Murder, Inc.
Murder, Inc. és una pel·lícula estatunidenca dirigida per Burt Balaban i Stuart Rosenberg, estrenada el 1960.

## Argument
Al Nova York dels anys 30, dos treballadors d'un nightclub es veuen forçats a col·laborar amb una famosa banda de gàngsters.

## Repartiment
- Stuart Whitman: Joey Collins
- May Britt: Eadie Collins
- Henry Morgan: Burton Turkus
- Peter Falk: Abe ‘Kid Twist’ Reles
- David J. Stewart: Louis ‘Lepke’ Buchalter
- Simon Oakland: Tinent Detectiu William Flaherty Tobin
- Sarah Vaughan: cantant del Nightclub
- Morey Amsterdam: Walter Sage
- Eli Mintz: Joe Rosen
- Joseph Bernard: Mendy Weiss
- Warren Finnerty: Bug Workman
- Sylvia Miles: Sadie
- Joseph Campanella: Panto
- Seymour Cassel (no surt als crèdits)

## Premis i nominacions
Nominacions
- 1961: Oscar al millor actor secundari per Peter Falk